# Forfatningskonventet (USA)
Forfatningskonventet eller Philadelphia-konventet (på engelsk: "Constitutional Convention" eller "Philadelphia Convention") fandt sted mellem d. 25. maj og 17. september 1787 i Independence Hall i Philadelphia, Pennsylvania. Oprindeligt var det intentionen, at man ved dette konvent skulle revidere USA's eksisterende regeringssystem, som oprindeligt beskrevet i Articles of Confederation fra 1777. Flere af deltagerne ved konventet, heriblandt James Madison (fra Virginia) og Alexander Hamiliton (fra New York) havde dog fra starten andre intentioner, idet disse ønskede at danne et nyt regeringssystem snarere end at revidere det gamle system. Konventet valget George Washington (fra Virginia) – tidligere general for den kontinentale hær under den amerikanske uafhængighedskrig – som præsident for konventet. Resultatet af konventet blev USA's forfatning, som stadig er gældende i dag.
39°56′56″N 75°09′00″V / 39.9489°N 75.15°V